# Tomor
Tomor is een plaats (község) en gemeente in het Hongaarse comitaat Borsod-Abaúj-Zemplén. Tomor telt 279 inwoners (2001).